# Auto-victimisation
 (octobre 2022).
L'auto-victimisation (victim playing en anglais) est la fabrication ou l'exagération de la victimisation pour diverses raisons telles que justifier les abus envers les autres, manipuler les autres, une stratégie d'adaptation, la recherche d'attention ou la diffusion de responsabilité. Une personne qui le fait à plusieurs reprises est qualifiée de victime professionnelle.
Jouer la victime est pour les agresseurs, :
- une déshumanisation, détournant l'attention des actes d'abus en prétendant que l'abus était justifié par le mauvais comportement d'une autre personne (généralement la victime).
- Préparer un pouvoir et un contrôle abusifs en sollicitant la sympathie des autres afin d'obtenir leur aide pour soutenir ou permettre l'abus d'une victime (appelé abus par procuration).